# John Campbell Elliott
Pour les articles homonymes, voir Elliott et John Elliott.
 John Campbell Elliott, C.P. (25 juillet 1872 - 20 décembre 1941) est un homme politique canadien.

## Biographie
Elliott fait ses études à la Trinity University de Toronto puis à celle de Osgoode Hall avant d'être reçu au barreau de la province de l'Ontario en 1908. Il pratique le droit à London. Il est d'abord élu député à l'Assemblée législative de l'Ontario pour la circonscription de Middlesex en 1908 sous la bannière du Parti libéral de l'Ontario. Les libéraux sont dans l'opposition pour tout le temps qu'Elliott siège à l'Assemblée législative. En 1919, il est candidat à la direction du Parti libéral ; il termine troisième et quitte la politique provinciale peu après.
Il fait le saut en politique fédérale quelques années plus tard et est élu député de Middlesex-Ouest à la Chambre des communes sous la bannière du Parti libéral du Canada lors de l'élection fédérale de 1925. En mars 1926, il est nommé au conseil des ministres de William Lyon Mackenzie King en tant que ministre du Travail ; il administre également le ministère de la Santé et le rétablissement des soldats à la vie civile. En septembre de cette même année, il est nommé ministre des Travaux publics, exerçant cette fonction jusqu'à la défaite du gouvernement lors de l'élection de 1930. Elliott est personnellement réélu dans sa circonscription et siège dans l'opposition jusqu'au retour au pouvoir des libéraux dans l'élection de 1935. Elliott revient au cabinet, cette fois en tant que ministre des Postes. En 1940, il est nommé au Sénat du Canada, où il siège jusqu'à sa mort l'année suivante.

## Source
- (en) Cet article est partiellement ou en totalité issu de l’article de Wikipédia en anglais intitulé « John Campbell Elliott » (voir la liste des auteurs).